# 苏珊娜·隆科尼
苏珊娜·隆科尼（Susanna Ronconi，1951年6月29日—），出生于威尼斯，是一位意大利的前左翼恐怖分子与游击队员，先是红色旅的成员，后来成为了前线的成员。

## 生平
1974年6月17日，二十多岁的她与Roberto Ognibene、Fabrizio Pelli、Giorgio Semeria和Martino Serafini一起指挥了红色旅袭击位于帕多瓦的意大利社会运动（MSI）总部的行动；游击队暗杀了两个人，Graziano Giralucci和Giuseppe Mazzola。开枪的是Pelli，他是唯一被红色旅“授权”开火的人，苏珊娜·隆科尼则充当望风者，收集从MSI总部偷来的文件。这是红色旅犯下的第一起谋杀案，尽管这起案件并非有预谋地得到实施。
Pelli在被判刑前死于狱中，Ognibene被判处18年监禁，隆科尼和Semeria被判处12年监禁，Serafini被判处7年6个月监禁。
她也是与其他前线的激进分子一起谋杀Alfredo Paolella教授一案的执行者。她在潜逃6年后于1980年在佛罗伦萨被捕。1982年，隆科尼与Marina Premoli、Loredana Biancamano和Federica Meroni一起从罗维戈监狱越狱，这要归功于一群激进分子（包括隆科尼的战友Sergio Segio）炸毁监狱墙壁的行动。
1982年1月21日，在锡耶纳郊区Monteroni d'Arbia的一个路障后，她与Sonia Benedetti一起枪杀了两名年轻的国家宪兵辅助人员Euro Tarsilli和Giuseppe Savastano。
1983年她再次被捕，被判处22年监禁。和前线组织的其他人一样，她脱离了斗争，宣布武装斗争的经历已经结束了。1989年，她获得了第一次释放许可，1991年，她在外面获得了一份工作，处于半自由状态。1998年，因新法令而得到减刑的她结束了服刑。

### 在政府机关的活动
她曾为Luigi Ciotti的Abele集团、地方卫生局及市政府工作，主要是在托斯卡纳和伦巴第处理与毒品有关的问题。在普罗迪第二届内阁时，Livia Turco部长曾表示愿意让她担任打击毒品的部长级顾问，但由于一些人的抗议，Turco最后放弃了这个想法。
2006年12月5日，社会团结部部长、重建共产党（PRC）党员Paolo Ferrero任命苏珊娜·隆科尼为国家戒毒委员会的成员。2007年3月2日，人们获悉该部长正在接受调查。据《Corriere della Sera》报道，罗马检察官办公室指控他的罪行将是滥用职权，因为他任命了被禁止担任公职的人。争议发生后，苏珊娜·隆科尼辞职，部长撤销了她的任命。

## 相关阅读
- Città, droghe, sicurezza. Uno sguardo europeo tra penalizzazione e welfare, Monica Brandoli e Susanna Ronconi.
- Recluse, lo sguardo della differenza femminile sul carcere, Susanna Ronconi e Grazia Zuffa
- Droghe e autoregolamentazione. Note per consumatori e operatori, Susanna Ronconi e Grazia Zuffa
- Miccia corta, una storia di prima linea, Sergio Segio.